# آلن فریدمن
آلن فریدمن (به انگلیسی: Alan Friedman) (زاده سی آوریل ۱۹۵۶)روزنامه‌نگار نویسنده و تحلیل گر آمریکایی است.
وی دانش‌آموخته دانشگاه نیویورک و مدرسه اقتصاد لندن است. فریدمن در سال‌های ۱۹۷۹ تا ۱۹۹۳ به عنوان مقاله‌نویس با فایننشیال تایمز همکاری داشته‌است.
فعالیت‌های تلویزیونی فریدمن از اوایل دهه ۱۹۸۰ در بی‌بی‌سی شروع شد.

## آثار
- کتابخانه عنکبوت